# Daniël Omer De Kesel
Daniël Omer De Kesel, plus connu sous le pseudonyme de Nonkel Fons, né le 19 janvier 1912 à Adegem (province de Flandre-Orientale) et mort le 15 juin 1966 à Averbode (dans l'actuelle province du Brabant flamand), est un norbertin, journaliste, écrivain de livres pour enfants aux Éditions Averbode (Altiora - De Goede Pers) de l'abbaye d’Averbode, scénariste, rédacteur en chef et éditeur belge néerlandophone.
Il rejoint les pères à Averbode en 1930 et est ordonné prêtre en 1936.
Pendant environ 40 ans, Nonkel Fons a marqué de son empreinte cette maison d'édition qui a débuté en 1919 avec la publication de la revue Zonneland (nl) et son homologue en français Petits Belges.

## Biographie

### Jeunesse
Omer Daniël De Kesel naît le 19 janvier 1912 à Adegem,,,. Il est le fils de Henri De Kesel (1872-1973).

### Vie religieuse
Encouragé par ses parents, il rejoint l'ordre des Norbertins à l'abbaye d'Averbode. 
Il devient membre ouvrier des Prémontrés le 11 octobre 1930. Il prononce ses premiers vœux le 10 novembre 1932. Il est ordonné prêtre le 19 septembre 1936.

### Travail au sein des publications
En 1932, il fait ses débuts comme écrivain de contes pour enfants dans le Zonneland, où il devient éditeur deux ans plus tard. À partir de 1936, il est responsable de toutes les publications jeunesse de l'éditeur De Goede Pers : des magazines comme Zonneland, Zonnestraal (nl), Zonnekind (nl) et Doremi qui sont distribués dans les écoles. Il s'attèle à la modernisation de la gestion financière. Il prend le pseudonyme de Nonkel Fons [« Oncle Fons »] lorsqu'il commence à écrire commencé sa chronique dans Zonneland, s'adressant directement aux enfants, agissant un peu comme leur prêtre confessionnel.
Les éditions hebdomadaires des magazines Zonneland et Zonnekind étaient bien connues et distribuées dans l'enseignement catholique en Flandre. Il en était de même pour les francophones avec Bonjour (premières années de l'enseignement primaire) et Tremplin (deux dernières années de l'enseignement primaire) avec Les thèmes des magazines étaient étroitement liés aux programmes des écoles. 
De plus, il y avait des numéros correspondant aux vacances scolaires de Noël, ou de Pâques avec toutes sortes de travaux de coloriage, de lecture et de puzzles. Il fut également responsable du lancement de la série hebdomadaire des Vlaamse Filmpjes (nl) et son homologue en français Presto Films à partir de 1930. 
Grâce à l'initiative de Daniël de Kesel, ces publications de la Bonne Presse commencent à publier des bandes dessinées, à commencer par l'œuvre de Jan Waterschoot en 1937. Il réunit toute une équipe de dessinateurs et d'écrivains de bandes dessinées, dont Renaat Demoen, John Flanders, Gray Croucher et Roger Exelmans.
Selon Danny De Laet : « Zonneland, [...], fera petit à petit de timides essais avant de devenir un magnifique illustré dans les années 1940 et 1950. »

### Scénariste de bande dessinée
Comme scénariste, il écrit les scénarios avec Marie-Hélène de la série Johnny de Weesjongen [« Johnny l'orphelin »] pour Renaat Demoen qui succède à Jan Waterschoot en 1947. Cette série connaît un grand succès populaire sous le titre général de Johnny et Annie. Trois albums sont publiés aux éditions Averbode de 1948 à 1950. Le Bâton du féticheur est publié en 1949, lors de la journée de promotion à l’abbaye d’Averbode, quelque 35 000 élèves flamands vinrent rencontrer leurs héros de papier. Cet album, à la dimension essentiellement chrétienne et missionnaire, s’inscrit finalement moins dans la lignée d’une bande dessinée d’aventure moralisante à la Tintin. L’ensemble, publié à la fois en flamand et en français, immédiatement réédité en 1950 sous la forme d’un album broché.
Il écrit le scénario d'un récit mettant en scène le personnage Till l'Espiègle dans Le Prince ensorcelé pour le dessinateur anglais Gray Coucher. Avec ce même dessinateur, il crée la série jeunesse à destination de lecteurs débutants Rikske en Fikske, connue des lecteurs francophones sous le titre Riri et Fifi publiée dans Bonjour. Cette série met en scène un jeune enfant Riri et son inséparable chien roux Fifi qui se développe en gags d'une planche, ils sont collectés en albums en néerlandais et leurs exploits sont contés dans cinq livres-disques sortis en 45 tours chez Decca dans les deux langues de 1964 à 1965. Il adopte le pseudonyme de Danny Lafontaine pour la publication en français de cette série qui compte deux albums publiés aux éditions Averbode dans les années 1960 : En route avec Riri et Fifi et Aventures de Riri et Fifi.
On lui doit encore quelques scénarios de courts récits sur des thèmes religieux dessinés par François Craenhals à la fin des années 1950.
On lui connaît encore les pseudonymes de Miles et Pater O. De Kessel.
Tout au long de sa carrière, Nonkel Fons restera un fervent défenseur de la bande dessinée comme moyen d'éducation. En 1984, il se retire de ses activités éditoriales.

### Décès
Il meurt le 14 juin 1996 à Averbode, à l'âge de 84 ans.

## Parentèle
Il était un cousin éloigné des évêques Leo De Kesel et Jozef De Kesel, également originaires d'Adegem,.

## Œuvre
Liste des publications en français

### Albums de bande dessinée

#### Johnny l'orphelin
- 1. Le Mystère de Hurlevent[13], Éditions Averbode, Averbode, 1948
Scénario : Daniël De Kesel - Dessin : Renaat Demoen - Couleurs : quadrichromie
- 2. La Marmite du dragon[14], Averbode, Averbode, 1949
Scénario : Daniël De Kesel - Dessin : Renaat Demoen - Couleurs : quadrichromie
- 3. Le Bâton du féticheur[8], Averbode, Averbode, 1950
Scénario : Daniël De Kesel - Dessin : Renaat Demoen - Couleurs : quadrichromie

#### Riri et Fifi
- 1. En route avec Riri et Fifi[15], Averbode, Averbode, s.d.
Scénario : Danny Lafontaine - Dessin : Gray - Couleurs : quadrichromieL'édition néerlandaise Op stap met Rikske en Fikske[16] mentionne Nonkel Fons en couverture, 1re édition 1967. Édition de 1978, no 37 de la série  (ISBN 90-317-0143-2).
- 2. Aventures de Riri et Fifi, Averbode, Averbode, s.d.
Scénario : Danny Lafontaine - Dessin : Gray - Couleurs : quadrichromieL'édition néerlandaise Wij maken pret met Rikske en Fikske[17] mentionne Nonkel Fons en couverture, 1re édition 1967. 3e édition en 1985, no 46 de la série  (ISBN 90-317-0112-2).

#### One shot
- Le Prince ensorcelé, Averbode, Averbode, 1954
Scénario : N.F. - Dessin : Gray - Couleurs : quadrichromieL'édition française ne mentionne que les initiales de Nonkel Fons : N.F. .

### Discographie
- (nl) Rikske en Fikske[18] no 1 Dora Van Der Groen et Nonkel Fons, Orchestre Stan Philips o.l.v. Harry Frékin – Decca – 450.169 Série : Collectie Zonnekind Format : Vinyle, 7 ", 45 tours, EP, avec livret. Version française : Riri et Fifi no 1, Monique Dorcel, Decca 450.168.
- 1964 : (nl) Rikske en Fikske[19] no 2 Dora Van Der Groen et Nonkel Fons, Orchestre Stan Philips o.l.v. Harry Frékin – Decca – 450.179 Série : Collectie Zonnekind Format : Vinyle, 7 ", 45 tours, EP, avec livret. Version française : Riri et Fifi no 2, Monique Dorcel et Danny, Decca 450.181.
- (nl) Rikske en Fikske[20] no 3 Dora Van Der Groen et Nonkel Fons, Orchestre Stan Philips o.l.v. Harry Frékin – Decca – 450.180 Série :	Collectie Zonnekind Format : Vinyle, 7 ", 45 tours, EP, avec livret.
- 1965 : (nl) Rikske en Fikske[21] no 4 Dora Van Der Groen et Nonkel Fons, Orchestre Stan Philips o.l.v. Harry Frékin – Decca – 450.193 Série : Collectie Zonnekind Format : Vinyle, 7 ", 45 tours, EP, avec livret. Version française : Riri et Fifi no 4, Monique Dorcel et Danny (Danny Lafontaine), Decca 450.195.
- (nl) Rikske en Fikske[22] no 5 Dora Van Der Groen et Nonkel Fons, Orchestre Stan Philips o.l.v. Harry Frékin – Decca – 450.194 Série : Collectie Zonnekind Format : Vinyle, 7 ", 45 tours, EP, avec livret. Version française : Riri et Fifi no 5, Monique Dorcel, Danny (Danny Lafontaine) et Gray, Decca 450.196.

#### Livres
: document utilisé comme source pour la rédaction de cet article.
- Philippe Mellot, Michel Denni, Laurent Turpin et Isabelle Morzadec, Trésors de la bande dessinée : BDM 2023-2024 - Catalogue encyclopédique et Argus, Paris, Les Arènes, novembre 2022, 23e éd., 1677 p., ill. ; 23 cm (ISBN 9791037507280, OCLC 1351462460, présentation en ligne), p. 1018, 1083. .